# Dennis Straat
D.D. (Dennis) Straat (Amsterdam, 19 oktober 1970) is een Nederlandse bestuurskundige, VVD-politicus en bestuurder.

## Opleiding en loopbaan
Straat studeerde bestuurskunde aan de Universiteit Twente, waar hij in 1997 afstudeerde met een studie naar disintegrerende krachten in Europa. Hij was onder andere bestuurslid van LYMEC, de "Liberal Youth Movement of the European Communities". Hij werkte als management consultant bij Capgemini en als senior bestuursondersteuner bij de gemeente Den Helder.

## Politieke loopbaan
Van april 1995 tot maar 1999 was Straat Statenlid voor de VVD in Overijssel. Vervolgens was hij van maart 2002 tot januari 2005 raadslid en VVD-fractievoorzitter in Oost-Watergraafsmeer, waarna hij in februari 2005 werd benoemd tot lid van het dagelijk bestuur van Zeeburg voor Financiën, IJburg, Verkeer, Kunst en Cultuur. Van april 2010 tot maart 2018 was hij wethouder van Ruimtelijke Ordening, Economie en Werk en Inkomen in Zaanstad. Hij was onder meer verantwoordelijk voor het bestemmingsplan Hembrugterrein. 
In 2018 werd Straat gedeputeerde van Financiën, Mobiliteit en Organisatie in Utrecht. Hij volgde Jacqueline Verbeek op, die vertrok wegens problemen met de Uithoflijn. In dat dossier moest Straat zich herhaaldelijk verantwoorden in Provinciale Staten vanwege kostenoverschrijdingen. De jaarrekening 2017 kon door intern onderzoek en langdurige accountantscontrole niet tijdig worden afgerond. Hierover werden Kamervragen gesteld door de SGP. Straat overleefde een motie van wantrouwen van de SP.
Ondanks alle tegenslagen wist Straat de Uithoflijn binnen de hernieuwde planning en binnen het bijgestelde budget op de rails te krijgen. Straat zette zich verder in voor de rondweg Veenendaal, de vernieuwing van de Rijnbrug bij Rhenen en de oplossing voor het verkeersknelpunt bij Maarsbergen.
Per 12 augustus 2019 werd Straat benoemd tot waarnemend burgemeester van Landsmeer. Op 17 mei 2021 werd hij in Landsmeer opgevolgd door Léon de Lange. Na de gemeenteraadsverkiezingen van 2022 werd Straat samen met Jantine Kriens formateur in Zaanstad. Straat was programmamanager opvang Oekraïense vluchtelingen voor de gemeente Edam-Volendam en regio Zaanstreek-Waterland en kwartiermaker Burgerberaad Wonen voor de regio Zaanstreek-Waterland. Vanaf 12 september 2022 was Straat waarnemend burgemeester van Medemblik wegens ziekteverlof van burgemeester Frank Streng. Op 1 juli 2023 is Streng gestopt als burgemeester van Medemblik. Op 26 september dat jaar werd Michiel Pijl burgemeester van Medemblik.

## Loopbaan na de politiek
In september 2023 verliet Straat de politiek en het openbaar bestuur om een master klimaatpsychologie en -gedrag te volgen aan de Hogeschool van Amsterdam.

## Trivia
Straat ontving de Mooiwaarts-trofee van de federatie ruimtelijke kwaliteit voor de vernieuwende wijze waarop hij als wethouder met ruimtelijke kwaliteit omging. Hij werd in 2018 genomineerd als beste bestuurder door het blad Binnenlands Bestuur.